# 긴꼬리숲땃쥐
긴꼬리숲땃쥐(Myosorex longicaudatus)는 진무맹장목 땃쥐과에 속하는 포유류의 일종이다. 남아프리카공화국의 토착종이다. 자연 서식지는 지중해성 관목 식생 지대와 습지이다.